# Matthias Seeger
Matthias Seeger (* 11. Juni 1955 in Bremen) ist ein deutscher Jurist. Er war von März 2008 bis Juli 2012 Präsident des Bundespolizeipräsidiums in Potsdam.

## Leben
Matthias Seeger wuchs mit seiner älteren Schwester und seinem jüngeren Bruder im Pfarrhaus in Osterholz-Scharmbeck auf. Seine väterliche Familie stammte aus Hinterpommern. Zwei ältere Geschwister kamen zum Ende des Zweiten Weltkrieges um.
Nach seinem Abitur am örtlichen Gymnasium leistete er von 1974 bis 1976 den Wehrdienst bei der Bundeswehr als Reserveoffiziersanwärter ab. Aktuell ist er Oberstleutnant der Reserve bei der Fallschirmjägertruppe.
Im Anschluss an den Wehrdienst studierte er Rechtswissenschaften in Berlin und Tübingen. Nach dem Referendariat beim Landgericht Rottweil legte er 1986 die zweite juristische Staatsprüfung ab und war zunächst als Rechtsanwalt tätig.
Mit dem Eintritt in den Bundesgrenzschutz übernahm Matthias Seeger 1986 die Leitung des Stabsbereichs Rechtsangelegenheiten im Grenzschutzkommando Nord. Im Jahre 1989 wechselte er als Referent im Bereich Personal an das Bundesministerium des Innern und 1993 als Referent für Grenz- und Luftsicherheit.
Von 1996 an war er als Leiter des Bahnpolizeiamtes Köln tätig. Im Jahre 2000 erfolgte die Ernennung zum Präsidenten des Grenzschutzpräsidiums West.
Nach der Neuorganisation der Bundespolizei wurde Matthias Seeger im März 2008 als erster Präsident des Bundespolizeipräsidiums ernannt. Zuvor leitete er bereits den Aufbaustab zur Einrichtung des Präsidiums.
Matthias Seeger ist verheiratet und hat zwei Kinder.

## Versetzung in den einstweiligen Ruhestand
Am 30. Juli 2012 wurde er von Bundesinnenminister Hans-Peter Friedrich in den einstweiligen Ruhestand versetzt. Ebenso wurden seine beiden Stellvertreter ihrer Posten enthoben. Friedrich wurde daraufhin für diesen Vorgang heftig kritisiert, insbesondere auch weil die Betroffenen von ihren Entlassungen zuerst aus der Presse Kenntnis erlangten, bevor sie selbst unterrichtet wurden. Der innenpolitische Sprecher der SPD-Bundestagsfraktion, Michael Hartmann, nannte die Abberufung der Polizeispitze „sachlich unnötig, überflüssig und schädlich“. Die Bundestagsvizepräsidentin Petra Pau von der Partei Die Linke sagte, sie habe für das Vorgehen von Friedrich „keine schlüssige Erklärung, außer dass er es offensichtlich überhaupt nicht kann“. Die Grünen-Vorsitzende Claudia Roth sprach von einem „stillosen Rauswurf“, der bezeichnend sei für die Personalpolitik des Innenministers und „einmal mehr seine Hilflosigkeit verdeutliche“. Der Vorsitzende der Deutschen Polizeigewerkschaft, Rainer Wendt, bezeichnete den Führungswechsel als „schäbig und menschlich unanständig“. Der Vorsitzende der Gewerkschaft der Polizei, Bernhard Witthaut, wertete den Stil der Entlassungen als „vollkommen inakzeptabel“. Auch Seeger selbst kritisierte in einem Interview mit der Bild den Umgang mit ihm und bezeichnete das Verhalten als „unehrenhaft und geradezu beschämend“. Nachfolger Seegers wurde zum 1. August 2012 Dieter Romann.